# Antonio Truyol

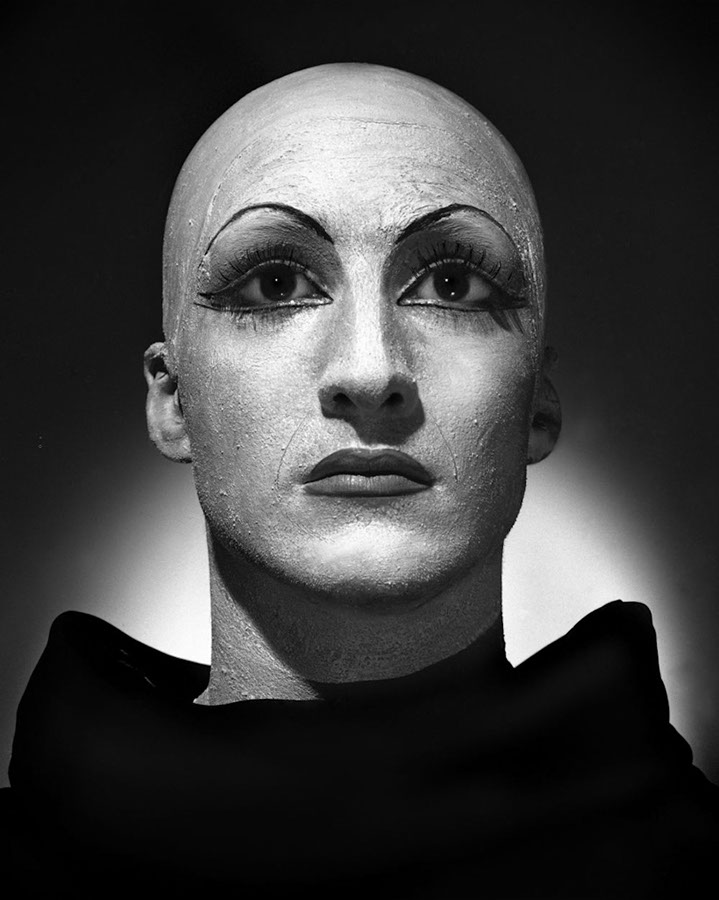
Antonio Tuyol gefotografeerd door Annemarie Heinrich in 1947

Antonio Truyol (9 juni 1930 - 19 juni 2005) was een Argentijns klassiek danser, choreograaf en dansleraar. 
Hij volgde zijn opleiding aan het Teatro Colón bij Esmée Bulnes en Michel Borowski en in 1951 werd hij primo ballerino.  Zijn eerste solovoorstellingen waren van El hijo pródigo (De verloren zoon) en Evolución del movimiento (Evolutie van de beweging). Onder leiding van Léonide Massine danste hij El sombrero de tres picos en Gaité parisienne. In het Teatro Argentino de La Plata choreografeerde hij Pedro y el lobo, El junco, Lupapag en Respha.  Later speelde hij El niño brujo opnieuw voor Ballet Concierto. 
Truyol leidde het Ballet del Colón van 1960 tot 1972. In 1968 maakte het gezelschap zijn eerste Europese tournee. In 1991 keerde hij terug als directeur, samenvallend met de ambtstermijn van Sergio Renán.